# فيدس – الاتحاد المدني المجري
فيدس – الاتحاد المدني المجري (بالمجرية: Fidesz – Magyar Polgári Szövetség) من أكبر الأحزاب السياسية في المجر. تسمياته القديمة: «تحالف الشباب الديمقراطي» (1988—1995)، ثم «فيدس – الحزب المدني المجري» (1988—1995). توجد للحزب منظمة شبابية رادفة Fidelitas. وفي الانتخابات المجرية في سنة 2010 حصل الائتلاف بين فيدس وحزب الشعب الديمقراطي المسيحي على ثلثي مقاعد البرلمان بحصوله على 52% من الأصوات، حيث نال فيدس 227 مقعداً وحزب الشعب الديمقراطي المسيحي 36 مقعداً. فيدس عضو في حزب الشعب الأوروبي.

## التاريخ
تأسس الحزب في سنة 1988 تحت اسم فيدس، اختصاراً تحالف الشباب الديمقراطي (Fiatal Demokraták Szövetsége)، وكان أساساً حزباً شبابياً ليبرتارياً معادياً للشيوعية، وكان المؤسسون شباباً، أغلبهم طلاب، وكان تنظيمهم سرياً. بادئ الأمر كان تم تحديد حد أقصى لعمر المنتسبين بخمس وثلاثين سنة، إلا أن هذا الحد ألغي في مؤتمر الحرب في سنة 1993.